# Cofana yukawai
Cofana yukawai är en insektsart som beskrevs av Kamitani [in Kamitani och Et al. 2004. Cofana yukawai ingår i släktet Cofana och familjen dvärgstritar. Inga underarter finns listade i Catalogue of Life.